# Protocalliphora nuortevai
Protocalliphora nuortevai är en tvåvingeart som beskrevs av Grunin 1972. Protocalliphora nuortevai ingår i släktet Protocalliphora och familjen spyflugor. Arten är reproducerande i Sverige. Inga underarter finns listade i Catalogue of Life.